# Castelnaud-de-Gratecambe
Castelnaud-de-Gratecambe é uma comuna francesa na região administrativa da Nova Aquitânia, no departamento Lot-et-Garonne. Estende-se por uma área de 17,1 km². Em 2010 a comuna tinha 525 habitantes (densidade: 30,7 hab./km²).